# Villanueva de Jiloca
Villanueva de Jiloca è un comune spagnolo di 91 abitanti situato nella comunità autonoma dell'Aragona.